# Federico II de Austria
Federico II, conocido como El Belicoso (en alemán: Friedrich der Streitbare; 1201 - 15 de junio de 1246), de la dinastía Babenberg, fue duque de Austria y de Estiria desde 1230 a 1246.
Era hijo del duque Leopoldo VI y Teodora Angelina, una princesa bizantina. Su primera esposa fue otra princesa bizantina, llamada Sofía Laskarina, de la dinastía Láscaris, y su segunda esposa fue Inés de Merania, que fue hija del duque Otón de Merania y de Beatriz II, condesa de Borgoña. Fue el último integrante masculino de la dinastía Babenberg.
Federico era conocido como el Belicoso por sus frecuentes guerras contra sus vecinos, principalmente con Hungría, Baviera y Bohemia. Pero las más peligrosas fueron sus disputas con el emperador Federico II, que lo desterró en 1236. Durante su destierro, Viena se convirtió en ciudad imperial libre durante algunos años. Sin embargo, se las arregló para mantener su posición en Wiener Neustadt. En 1239, en un cambio espectacular en las políticas imperiales, Federico se convirtió en uno de los más importantes aliados del emperador.
En 1241 el reino húngaro sufrió una grave derrota ante los ejércitos mongoles en la batalla de Mohi. El rey Bela IV de Hungría consiguió escapar de la destrucción de los mongoles y recurrió a Federico pidiendo asistencia a su antiguo aliado y este le hizo prisionero a cambio de un rescate. Una vez que los mongoles se retiraron de Hungría, el rey comenzó el proceso de reconstrucción del reino, sin embargo, Federico decididamente condujo varias campañas militares contra los húngaros adjudicándose la potestad sobre muchos territorios del Oeste. Así, luego de varios enfrentamiento, el duque Federico murió en una batalla contra el rey húngaro Béla IV, junto al río Leitha.